# 第21裝甲師 (德國國防軍)
第21装甲师（德語：21. Panzer-Division）是德国國防軍的一个装甲师，以其在二战期间1941年至1943年北非战役中的战斗而闻名，它是组成德意志非洲军团的两个装甲师之一。1941年8月1日，第21裝甲師在北非由第5輕型師改編而成，於1943年5月在突尼斯附近被摧毀。
1943年7月15日第21裝甲師在被佔領的法國雷恩地區重組，後在卡昂戰役中繼續作戰，直到它在諾曼底戰役中失利，並在法萊茲口袋中被盟軍成建制摧毀。
1944年9月在阿爾薩斯重新組建，後投入波蘭和德國東部，在1945年5月尼斯河畔被蘇軍殲滅。